# Wolfdietrich Schnurre
Wolfdietrich Schnurre, född 22 augusti 1920 i Frankfurt am Main, Tyskland, död 9 juni 1989 i Kiel, var en tysk författare och poet.

## Biografi
Schnurre växte upp i Frankfurt am Main innan hans far, som var bibliotekarie, flyttade till Berlin 1928. Här gick han i en socialistisk grundskola och gymnasium. Mellan 1939 och 1945 blev han ofrivilligt soldat i andra världskriget. I april 1945 flydde han till Westfalen och återvände till Berlin efter krigsslutet. I början bodde han i den östra delen av staden, men 1946 flyttade han till Västberlin. Under de följande åren arbetade han som teater- och filmgranskare för Deutsche Rundschau och andra Berlintidningar.
Från 1950 verkade Schnurre som oberoende författare. Han var en av grundarna av den litterära föreningen Gruppe 47 och hans novell Das Begräbnis (Begravningen) var den första delen av den litteratur som lästes på gruppens första möte. Han var också medlem i PEN i Förbundsrepubliken Tyskland men lämnade medlemskapet 1961 för att protestera mot att PEN tystnat efter byggandet av Berlinmuren. Från 1959 var han medlem i den tyska akademin för språk och litteratur i Darmstadt.

## Författarskap och utmärkelser
Schnurre var en viktig litterär gestalt efterkrigstidens Västtyskland. Utöver ett stort antal noveller skrev han romaner, berättelser, dagböcker, dikter, hörspel och, med början på 1960-talet, barnböcker som han delvis illustrerade själv.
Schurre fått flera utmärkelser för sina verk, såsom Preis Junge Generation zum Fontane-Preis av staden Berlin (1958), den Immermann-preis (1959), den Georg-Marckensen-Literaturpreis(1962), Bundesverdienstkreuz, (1981), Literaturpreis der Stadt Köln (1982), Georg Büchner-priset (1983) och Kulturpreis der Stadt Kiel (1989).